# PictoChat
PictoChat – narzędzie komunikacyjne będące częścią oprogramowania wbudowanego w przenośne konsole Nintendo DS oraz Nintendo DS Lite na całym świecie. Korzystając z bezpośredniego połączenia bezprzewodowego maksymalnie szesnastu urządzeń użytkownicy mogą komunikować się ze sobą za pomocą tzw. paint chatu, czyli oprócz standardowego wprowadzania tekstu za pomocą klawiatury (tu: ekranowej), pisma odręcznego i rysowania. Dnia 22 listopada 2007 PictoChat został zapowiedziany jako etap gry w Super Smash Bros. Brawl na konsolę Wii.
Program ten zdobył nagrodę Doskonałość w Rozrywce (ang. Excellence Prize for Entertainment) na Japan Media Arts Festival 2004 (Japońskim festiwalu sztuki medialnej).

## Funkcje
Ekran dotykowy wykorzystywany jest do wprowadzania znaków z klawiatury ekranowej lub rysowania i przesyłania obrazków. Klawiatura zawiera wystarczającą liczbę znaków alfabetu łacińskiego oraz kany, by użytkownik mógł wprowadzać tekst we wszystkich językach obsługiwanych przez system: angielskim, niemieckim, francuskim, hiszpańskim, włoskim oraz japońskim; nie zawiera ona niestety polskich znaków diakrytycznych (poza „ó”).
Dostępne są cztery pokoje (ang. chatroom), z których każdy może mieścić szesnaście osób, łącznie w danym obszarze może ze sobą rozmawiać do sześćdziesięciu czterech osób.

## Obsługa
PictoChat ma bardzo prosty interfejs. Jedną z głównych technik jest pisanie lub rysowanie rysikiem. Można również wprowadzać wiadomość dotykając klawiatury ekranowej bądź korzystając z krzyżaka, aby wybrać znak i wprowadzając go za pomocą przycisku A. Dodatkowo można przeciągać znaki z klawiatury w dowolne miejsce okna czatu. Wciśnięcie przycisku SELECT lub pobrania (na ekranie pod przyciskiem Send – Wyślij) powoduje przeniesienie obrazu z górnego na dolny. Aby wybrać inny obraz (lub przeglądać historię) można skorzystać ze strzałek na ekranie dotykowym lub użyć przycisków R, aby przewijać w górę i L, aby przewijać w dół. Wciśnięcie przycisku najbliżej prawego dolnego rogu powoduje wyczyszczenie bieżącego okienka czatu.
Kliknięcie na swoją lub czyjąś nazwę użytkownika powoduje wyświetlenie jej koloru i profilu (które mogą być zmienione w ustawieniach DS).

## Animacja PictoChat
Niektórzy właściciele DS korzystają z PictoChata, aby tworzyć krótkie animacje poprzez rysowanie pojedynczych klatek na ekranie dotykowym konsoli i przesyłanie ich klatka po klatce do pokoju widocznego na górnym ekranie. Animator może następnie wcisnąć i przytrzymać odpowiednio lewy lub prawy przycisk boczny, aby przewijać obrazki z prędkością 7,5 klatek na sekundę, tworząc iluzję animacji. Większość animacji PictoChat to patyczaki, ale czasami animatorzy rysują bardziej szczegółowe obrazki. Powstało kilka galerii online poświęconych dzieleniu się animacjami na PictoChacie.

## Podobne oprogramowanie
Gra Ping Pals, bazowana na PictoChat zawiera zaawansowany zasób opcji i możliwości. Jednakże obaj użytkownicy muszą mieć kopię gry, co sprawia, że pozycja jest mniej użyteczna i popularna niż PictoChat.
Kilka serwisów skupionych wokół konsoli zawiera repliki PictoChatu wykonane w technologii Flash używane do komunikacji przez członków serwisu.
42-All Time Classics (Clubhouse Games w regionach innych niż PAL) zawiera PictoChat online ze znajomymi z dodanymi kolorami i dodatkowymi możliwościami.

## Kanji Sonomama Rakubiki Jiten
Słownik kanji-angielsko-japoński na DS, Kanji Sonomama Rakubiki Jiten (jap. 漢字そのまま楽引辞典), zawiera rozszerzenie PictoChatu umożliwiające użytkownikom wprowadzanie znaków kanji obok standardowego zestawu znaków. Ta wersja PictoChatu wokalizuje znaki łacińskie oraz kanę podczas ich wprowadzania.

## Super Smash Bros. Brawl
PictoChat pojawia się jako etap w grze na platformę Wii pod tytułem Super Smash Bros. Brawl. Rysunki na planszy tworzone są losowo, a wojownicy mogą wchodzić z nimi w interakcję. Większość rysunków to trwałe platformy, jednakże niektóre mają specjalne działanie. Przykładowo rysunek dmuchającego człowieka tworzy wiatr, rysunki ognia poparzą każdego wojownika ich dotykającego, a wózki z kopalni poruszają się na małą odległość wzdłuż planszy. Muzyką dostępną w tym etapie oprócz znanej z PictoChatu są utwory znane z Mii Channel, Wii Shop Channel, Wii Sports oraz Brain Age: Train Your Brain in Minutes a Day!.